# Cam Ranh Bay

Cam Ranh Bay är en bukt söder om Nha Trang i södra Vietnam, knappt 30 mil nordost om Saigon. Bukten har använts som marinbas sedan länge. Där finns också ett flygbas. Under Vietnamkriget utnyttjade USA marin- och flygbaserna från 1965 till 1972.  Efter 1979 övertogs de av Sovjetunionen enligt kontrakt med Vietnam. Efter Sovjetunionens fall övertogs kontraktet av Ryssland, som drev baserna till 2002.